# Paweł Kastory
Paweł Wojciech Kastory (ur. 20 kwietnia 1963 w Warszawie) – polski przedsiębiorca, prezes oraz jeden z założycieli i współwłaścicieli grupy DDB Warszawa.

## Życiorys
Absolwent Wydziału Finansów i Statystyki Szkoły Głównej Planowania i Statystyki w Warszawie (1989) oraz Wydziału Filozofii i Socjologii Uniwersytetu Warszawskiego (1991).
W 1991 wraz z Marcinem Mroszczakiem i Szymonem Gutkowskim założył agencję reklamową Corporate Profiles i został jej dyrektorem generalnym. Po jej połączeniu z DDB Worldwide w 1997 został dyrektorem generalnym i prezesem zarządu agencji DDB Warszawa, a w 2000 prezesem grupy DDB Warszawa. Od 2002 był przewodniczącym Stowarzyszenia Agencji Reklamowych w Polsce, później wszedł w skład rady nadzorczej Stowarzyszenia Komunikacji Marketingowej SAR.
Powołany na przewodniczącego rady Muzeum Józefa Piłsudskiego w Sulejówku, współzałożyciel Fundacji im. Ludwika Kastory. W 2013 został wiceprezesem Polskiej Rady Biznesu i powołany do rady powierniczej Muzeum Narodowego w Warszawie. Został również członkiem rady Polskiego Komitetu Narodowego UNICEF oraz rady Fundacji Ronalda McDonalda, a także członkiem Klubu Inteligencji Katolickiej w Warszawie.

## Odznaczenia i wyróżnienia
- Krzyż Kawalerski Orderu Odrodzenia Polski (2013, za wybitne zasługi dla rozwoju polskiej przedsiębiorczości, za osiągnięcia w promowaniu polskiej myśli technicznej)[2]
- Człowiek Reklamy Roku 2012 – tytuł nadany przez magazyn „Brief”[3]
- Guru Polskiej Reklamy 2007 – tytuł nadany przez magazyn „Home & Market”[4]
- Człowiek Roku 2004 Polskiego Przemysłu Mediowego i Reklamowego[5]